# Andy Hurley
 (avril 2025).
Si vous disposez d'ouvrages ou d'articles de référence ou si vous connaissez des sites web de qualité traitant du thème abordé ici, merci de compléter l'article en donnant les références utiles à sa vérifiabilité et en les liant à la section « Notes et références ».
Pour les articles homonymes, voir Hurley.
Andrew John « Andy » Hurley, né à Milwaukee[réf. nécessaire] dans le Wisconsin le 31 mai 1980, est un musicien américain. Il est le batteur du groupe Fall Out Boy.

## Biographie

### Enfance
Hurley est né à Menomonee Falls[réf. nécessaire][Passage contradictoire (la ville de naissance n'est pas la même dans le RI)] dans le Wisconsin. Il a été élevé par sa mère, qui a travaillé comme infirmière ; son père est mort quand il avait cinq ans. Hurley est allé a Menomonee Falls High School et a joué des percussions dans les groupes, bien que son premier instrument était le saxophone. 
Étant petit, Hurley se considérait lui-même comme un « rebelle » qui buvait de la liqueur forte, fumait de l'herbe dans la salle de bain de sa mère, et n'écoutait pas l'autorité. Andy est maintenant straight edge. Il est aussi végétalien.
Quand il a été interrogé à ce sujet dans le numéro de Alternative Press en février 2007, il a dit que sa carrière contredit ses croyances, mais en même temps, il a dû faire une vie. Hurley est également végétalien et “straight edge” (bord droit).

### Études supérieures
Après le lycée, il a fréquenté l'Université du Wisconsin à Milwaukee, double majeure en anthropologie et l'histoire. [4] Il se présente comme un anarcho-primitiviste, expliquant que cela signifie qu'il croit que les êtres humains sont censés vivre la façon dont ils vivaient avant il y a 10 000 ans.

## Carrière
Après avoir passé des auditions pour faire partie du groupe Fall Out Boy qui comptait à l'époque seulement trois membres, il se joint à eux en 2003, après le premier album Evening Out with Your Girlfriend. Il a participé aux autres albums du groupe : Take This to Your Grave, From Under the Cork Tree, Infinity on High et Folie à Deux.
Plus récemment, il joue dans le groupe créé par son ami Joe Trohman (guitariste de Fall Out Boy), The Damned Things ainsi que le groupe de Hardcore Vegan Straight Edge[Quoi ?] américano-canadien SECT, formé depuis 2015.